# Cracked Actor (documentaire)
Cracked Actor is een documentaire van de BBC over muzikant David Bowie, gefilmd in 1974. Destijds kampte Bowie met een cocaïneverslaving. De documentaire staat bekend vanwege de beelden van een fragiele Bowie tijdens deze periode. De documentaire werd gemaakt door Alan Yentob voor de BBC-documentaireserie Omnibus en werd voor het eerst uitgezonden op BBC Two op 26 januari 1975.
De documentaire laat Bowie zien op tournee in Los Angeles, waarbij zowel documentairescènes in limousines en hotels als concertbeelden worden gebruikt. De meeste van deze concertbeelden werden gefilmd tijdens een show in het Universal Amphitheatre op 2 september 1974. Ook werden beelden uit Ziggy Stardust and the Spiders from Mars, gefilmd tijdens een show in de Hammersmith Odeon op 3 juli 1973 te zien, net als een aantal andere optredens tijdens de tournee.
De titel van de documentaire was oorspronkelijk The Collector naar een uitspraak die Bowie deed naar interviewer Russell Harty in het voorgaande jaar, waarin hij zichzelf beschreef als "een verzamelaar [collector] van accenten". Yentob en zijn team kregen de taak om Bowie's Diamond Dogs Tour ter promotie van zijn album Diamond Dogs vast te leggen, die al bezig was voordat de opnamen werden gestart. De locaties voor de documentaire waren hoofdzakelijk Hollywood en Los Angeles, maar ook werden concertbeelden uit Philadelphia gebruikt. Een aantal nummers uit de tournee waren te zien tijdens de documentaire, waaronder Space Oddity, Cracked Actor, Sweet Thing/Candidate/Sweet Thing (Reprise), Moonage Daydream, The Width of a Circle, Aladdin Sane, Diamond Dogs en John, I'm Only Dancing (Again).
De documentaire is nog altijd niet officieel uitgebracht, alhoewel er een aantal bootlegs bestaan die werden opgenomen toen de BBC het programma in de jaren '90 opnieuw uitzond.
De tournee en de film vielen samen met een vruchtbare periode in Bowie's muziek- en acteercarrière. Tijdens de zomer van 1974 begon hij met de opnamen van wat uiteindelijk het album Young Americans zou worden. Later begon hij ook met het werk voor de film The Man Who Fell to Earth - waarvan de soundtrack waarschijnlijk bedoeld was voor zijn volgende album Station to Station, wat nooit gedaan werd. Veel foto's van Bowie op tournee en in de studio in de Verenigde Staten die verschenen in de documentaire werden ook gebruikt voor albumcovers als David Live, Station to Station en Low alsmede de cd-uitgaven van albums zoals Young Americans.
In 1987 zei Bowie over zijn mentale gezondheid in de documentaire: "Ik was zo geblokkeerd... zo stoned... Het is een geval van het slachtoffer zijn, nietwaar. Ik verbaas me dat ik uit die periode kwam, eerlijk. Wanneer ik dat nu zie kan ik niet geloven dat ik het overleefd heb. Ik had mezelf bijna fysiek compleet weggegooid."